# Чернава (приток Малого Иргиза)
Чернава — река в России, приток Малого Иргиза, протекает в Саратовской области. Берёт начало в отрогах Каменного Сырта у села Восточный, устье реки находится у железнодорожной станции Тополёк. Длина реки составляет 75 км.

## Данные водного реестра
По данным государственного водного реестра России относится к Нижневолжскому бассейновому округу, водохозяйственный участок реки — Малый Иргиз от истока и до устья. Речной бассейн реки — Волга от верхнего Куйбышевского водохранилища до впадения в Каспий.
Код объекта в государственном водном реестре — 11010001412112100009393.